# The Games Machine
Pour l’article homonyme, voir The Games Machine (magazine italien).
 (décembre 2018).
Si vous disposez d'ouvrages ou d'articles de référence ou si vous connaissez des sites web de qualité traitant du thème abordé ici, merci de compléter l'article en donnant les références utiles à sa vérifiabilité et en les liant à la section « Notes et références ».
The Games Machine était un magazine de jeux vidéo publié à partir de 1987 et jusqu'en 1990, diffusé au Royaume-Uni par Newsfield qui a également publié les magazines CRASH, Zzap!64, Amtix!, ainsi que d'autres.

## Historique
Le magazine était en concurrence avec les magazines ACE et Computer and Video Games. Déçu par les bénéfices qu'il en tire, Newsfield décide de stopper sa parution en 1990.
Pourtant, Newsfield continue plus ou moins sur un magazine multi-format avec Raze.

## The Games Machine: Italie
En Italie, un magazine du même nom est publié en version italienne, directement traduite du magazine britannique. Cependant depuis l'arrêt de l'original, la version italienne publie toujours, avec des articles originaux, et est l'une des meilleures ventes de magazines de jeux PC en Italie.